# Brasiliomyces entadae
Brasiliomyces entadae är en svampart som beskrevs av Marasas & Rabie 1966. Brasiliomyces entadae ingår i släktet Brasiliomyces och familjen Erysiphaceae.   Inga underarter finns listade i Catalogue of Life.